# Voravongsa II
Voravongsa II hay Vorouvongsa II (sinh 1585 tại Viêng Chăn, mất 1622 tại Luang Phrabang), danh xưng hoàng gia là Samdach Brhat-Anya Chao Vara Varman Dharmika Raja Jaya Sri Sadhana Kanayudha, là vua thứ 22 của Vương quốc Lan Xang. Ông trị vì từ năm 1596 đến khi bị phế truất năm 1621.
Voravongsa II sinh năm 1585, là con của Chao Fa Nying (công chúa) Dharmagayi (hay "Kham Khai"), con gái út của Vua Phothisarath I (trị vì 1529-1548), với Brhat Varapitra (hay Vorapita), tức là ông là cháu trai ngoại của Phothisarath I. Năm 1596 Vua Nokeo Koumane mất, ông được giới quý tộc tôn làm vua, nhưng lúc đầu người cha giữ quyền nhiếp chính. Năm 1599 một cuộc nổi loạn đã bắt giữ cha con ông, nhưng vẫn giữ ông là vua. Năm 1602 người cha từ bỏ vương quyền và đi tu. Vorawong II chính thức lên ngôi năm 1603, tuyên bố rằng Lan Xang độc lập và không còn cống nạp cho người Miến Điện nữa.
Ông có năm con trai. Năm 1621 con trai trưởng phế truất ông và lên ngôi, được gọi là Upanyuvarath I (nghĩa chữ: Phó vương hay Hoàng thái tử, không phải vương hiệu). Năm 1622 ông bị con trưởng giết ở Luang Phrabang. Sau đó Upanyuvarath I cũng chết một cách bí ẩn sau 9 tháng trị vì.